# Psycho Circus
Psycho Circus es el décimo octavo álbum de estudio  de la banda estadounidense de hard rock Kiss, publicado el 22 de septiembre de 1998 a través de la discográfica Mercury Records. Este trabajo supuso la primera grabación de estudio de la formación original desde Dynasty (1979), aunque las contribuciones del batería Peter Criss y del guitarrista Ace Frehley fueron mínimas. Psycho Circus tuvo una buena recepción comercial, pues llegó a la tercera posición del Billboard 200 —la mejor en la carrera de la banda hasta entonces— y llegó al primer puesto en países como Suecia y Australia.
Mercury Records extrajo cuatro sencillos del álbum: «Psycho Circus», que logró una nominación al premio Grammy en la categoría de mejor interpretación de hard rock, «We Are One», «I Finally Found My Way» y «You Wanted the Best», que fue la primera canción de Kiss en la que sus cuatro integrantes ejercieron de vocalistas.

## Trasfondo
Durante la grabación del álbum en directo Kiss Unplugged en agosto de 1995, la formación original de la banda —compuesta por el bajista Gene Simmons, los guitarristas Ace Frehley y Paul Stanley y el batería Peter Criss— volvió a reunirse para interpretar algunas de sus canciones. Tras la grabación del disco, Kiss —integrada en aquellos momentos por Simmons, Stanley, el guitarrista Bruce Kulick y el batería Eric Singer— viajó a Los Ángeles para mezclar su décimo séptimo trabajo de estudio, Carnival of Souls: The Final Sessions, sin embargo, su publicación quedó aplazada porque los cuatro miembros originales acordaron hacer oficial su reunión.
La primera aparición de Simmons, Frehley, Stanley y Criss con sus característicos maquillajes desde 1979 tuvo lugar en febrero de 1996 durante la entrega de los premios Grammy de 1996, a la que dos meses más tarde siguió una conferencia en el portaaviones USS Intrepid (CV-11), donde anunciaron la serie de conciertos Alive/Worldwide Tour. La gira duró trece meses y tras su conclusión, la discográfica Mercury Records presionó a la banda para que grabara un nuevo álbum de estudio.

## Grabación
Tras tomar la decisión de trabajar en un nuevo álbum, los cuatro integrantes de Kiss comenzaron a componer varias canciones por su cuenta. Simmons y Stanley recurrieron a Bob Ezrin para que produjera el nuevo disco como había hecho anteriormente en Destroyer (1976), Music from "The Elder" (1981) y Revenge (1992); pero este estaba demasiado ocupado con su compañía de internet y abandonó el proyecto poco después. Por otra parte, Frehley y Criss recibieron un cheque de 850 000 USD por no tocar en el álbum. Según Simmons, ambos no habían firmado un acuerdo con la discográfica y solo Stanley y él eran «los únicos miembros reales de la banda». Ante la imposibilidad de contar con Ezrin, Simmons y Stanley contrataron al productor Bruce Fairbairn y empezaron la grabación del disco, titulado Psycho Circus, en enero de 1998. De acuerdo con el ingeniero de sonido Mike Plotnikoff, el propio Fairbairn tomó la decisión de no contar con Frehley y Criss. El batería había compuesto dos canciones con el técnico de guitarra Tommy Thayer; la balada «Hope», dedicada a su esposa Gigi y «Psycho Circus», un tema que esperaba que fuera la canción principal del disco, sin embargo, Criss señaló años más tarde que Thayer las grabó y se las llevó a Simmons y Stanley sin su conocimiento.
Frehley por su parte, sabedor de que no tomarían en cuenta sus contribuciones, presionó a sus compañeros para que incluyeran una de sus canciones o tomaría la decisión de abandonar el grupo. El guitarrista puso además la condición de que Criss tocara la batería en ella, cosa que finalmente, Simmons y Stanley aceptaron y el tema «Into the Void» fue el único de Psycho Circus en el que los cuatro integrantes originales tocaron sus instrumentos. Frehley y Criss regresaron al estudio para grabar «You Wanted the Best», que sería cantada por los cuatro miembros, pero al igual que en la mayoría de las canciones, fue Kevin Valentine quien tocó la batería. Este recordó que no hubo ningún tipo de contrato por su silencio «me conocían lo suficiente bien como para saber que no soy un bocazas» y que «estaba feliz con las melodías, pero no estaba contento con el sonido. Me hubiera gustado tener un sonido de batería más clásico, pero no fue mi decisión». Precisamente Valentine e incluso Thayer tuvieron que enseñar a Criss a tocar su instrumento para poder actuar en directo. Criss también puso voz a la balada «I Finally Found My Way», compuesta por Stanley y Ezrin. De acuerdo con el batería, Stanley no quedó satisfecho con la primera grabación del tema porque «sonaba a Jimmy Durante», de modo que le exigió volver a interpretarla siguiendo sus instrucciones.
Bruce Kulick, quien había sido guitarrista de la banda hasta la reunión de la formación original tocó el bajo en varias de las canciones del disco. El guitarrista señaló que algunas de las pistas habían sido grabadas en maquetas durante la realización de Carnival of Souls: The Final Sessions. Por otra parte, Tommy Thayer grabó las guitarras solistas en la mayor parte de los temas, excepto en los cantados por Frehley, y destacó que no recibió acreditación «porque la banda pasaba por un periodo de transición».
En su autobiografía de 2001, Simmons desveló la reducida participación del batería y el guitarrista: «Desde el principio hasta el final, Ace y Peter le torturaron [a Fairbairn], ya que intentaban modificar sus contratos y no aparecieron durante la mayor parte de la grabación. Tuvimos que utilizar a Tommy Thayer, Bruce Kulick, Kevin Valentine y otros en su lugar». Criss escribió que «nadie iba a saber que no estábamos en el disco. De hecho, el álbum fue deficiente. Había una canción mala de Ace, yo canté una a punta de pistola, mi sustituto no tenía la ardiente forma de tocar que yo había tenido y el road manager estaba tocando los solos de Ace». Por su parte, Frehley recordó una conversación con Stanley: «Le dije a Paul que no era un disco de Kiss, era un disco de Kiss a la mitad y me dijo que los aficionados no iban a notar la diferencia. Pero en realidad ellos notaron la diferencia entre nuestro sonido y el de cualquier otro».

## Música

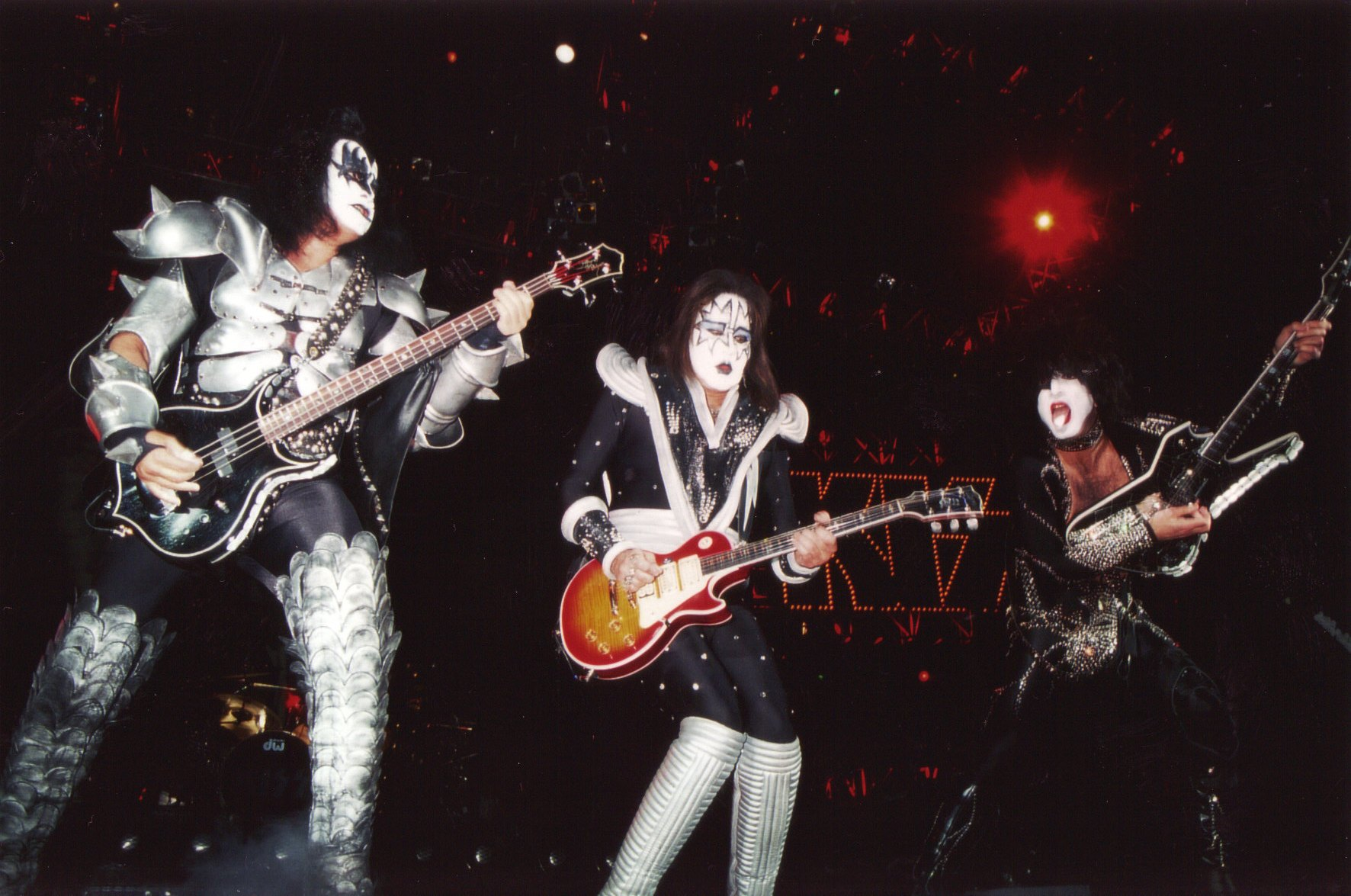
Kiss actuando en París en 1999 durante la gira promocional Psycho Circus Tour.

El álbum comienza con «Psycho Circus», compuesta por Paul Stanley y su amigo Curt Cuomo en «un intento de recrear el poder y la atmósfera de Destroyer». Tras conocer la imposibilidad de contar con Bob Ezrin, Stanley escribió la canción preguntándose «¿Que haría Bob?» y una vez finalizada la mostró al productor, quien quedó satisfecho con el resultado. Gene Simmons creó la música de «Within» cuando se encontraba en un estudio jugueteando con su bajo, mientras que para su letra tomó como inspiración el tema de George Harrison «Within You Without You». De acuerdo con Stanley, «I Pledge Allegiance to the State of Rock & Roll» surgió durante una improvisación en casa de Cuomo, al igual que «Psycho Circus», aunque en esta ocasión recurrió a su antigua colaboradora Holly Knight para que le ayudara a terminarla. Ace Frehley declaró en su autobiografía que antes de la grabación del álbum enseñó a sus compañeros su canción «Life, Liberty, and the Pursuit of Rock ’n’ Roll» y que posteriormente Stanley utilizó parte de su letra para «I Pledge Allegiance to the State of Rock & Roll». «Into the Void» fue la única contribución como compositor de Frehley, que tuvo que modificar su letra porque no era del agrado de sus compañeros y Simmons sugirió cambiar su título original, «Shakin’ Sharp Shooter» por el actual. «We Are One» la compuso el bajista con la idea en mente del lema «uno para todos y todos para uno». No obstante, recalcó que su título —en español: Somos uno— no podía aplicarse al grupo, sino a The Beatles. Bruce Fairbairn, mientras tanto, señaló que el tema «muestra una faceta de Gene como compositor que nadie ha escuchado» y que era además «una canción para honrar a los aficionados».
«You Wanted the Best», titulada originalmente «Just Give me Love», la compuso Simmons con el sencillo de Chubby Checker «Let's Twist Again» como inspiración y con la idea de que la cantaran los cuatro componentes. Tras mostrársela a Fairbairn, Simmons le cambió el título y tomó la decisión de que los cuatro miembros la cantaran verso tras verso, como hacían Sonny & Cher, aunque el productor comentó más tarde que los integrantes de la banda la grabaron como «si estuvieran enfadados los unos con los otros». Según Paul Stanley, «Raise Your Glasses» fue un tema fácil de escribir, pero no así la letra para uno de los versos, de modo que recurrió una vez más a Holly Knight. Fairbairn la calificó como «un brindis y una celebración». La balada «I Finally Found My Way» la escribieron Stanley y Bob Ezrin para que la cantara Peter Criss, aunque el batería la consideró como «un intento flagrante de otra “Beth”, excepto que “I Finally Found My Way” apestaba» y señaló que la letra trataba sobre «un perdedor patético y lamentable que finalmente encuentra su camino de regreso a Dios, a Bob Dylan o a una chica, ¿quién sabe?». Por su parte, «Dreamin'» fue una composición del exguitarrista Bruce Kulick y Stanley que surgió de la fusión de varias canciones en las que trabajaban. Tras el lanzamiento del álbum, los abogados de Alice Cooper presentaron una demanda contra Kulick y Stanley debido al parecido de «Dreamin'» con el tema «I'm Eighteen», publicado en 1971, si bien el caso no llegó a juicio porque las dos partes llegaron a un acuerdo del que no revelaron más detalles. El disco termina con la composición de Simmons «Journey of 1,000 Years» que surgió cuando este y Floyd Mutrux trabajaban en una película sobre Kiss que no llegó a realizarse, pero que de haberlo hecho incluiría una frase ideada por el mencionado Mutrux: «It's the journey of a thousand years» —en español: Este es el viaje de miles de años—. El bajista también escribió «In Your Face», que cedió a Frehley para que modificara algunas letras y le pusiera voz, y que sería incluida como pista adicional de la edición japonesa.

## Recepción

### Comercial
Psycho Circus salió a la venta el 22 de septiembre de 1998 a través de Mercury Records y alcanzó el tercer puesto del Billboard 200 tras la venta de 110 000 copias en su primera semana. Este posicionamiento fue el mejor en la carrera de la banda hasta el segundo puesto alcanzado por Sonic Boom (2009). El álbum fue además su último trabajo de estudio que consiguió la certificación de disco de oro de la RIAA. En otros países, Psycho Circus también tuvo una destacada recepción comercial, pues llegó al primer puesto en Suecia y Australia, y alcanzó el top 5 en países como Alemania, Canadá, Noruega y Finlandia. Por otra parte, el disco únicamente logró situarse en la posición 47 del UK Albums Chart, la peor para el grupo desde Music from "The Elder" (1981). Hacia 2003, el álbum habría vendido más de 400 000 copias fuera de los Estados Unidos según Billboard.
El primer sencillo fue «Psycho Circus», publicado en agosto de 1998 y que llegó al top 10 en Suecia y Noruega. «We Are One», lanzado en noviembre, sería el siguiente sencillo del álbum y su mejor posición sería la decimoctava alcanzada en Noruega. «I Finally Found My Way» y «You Wanted the Best» fueron los siguientes lanzamientos extraídos de Psycho Circus, aunque ninguno de los dos entró en las listas.

### Crítica
Tras su lanzamiento, Psycho Circus provocó una división entre los críticos. Lorraine Ali de Rolling Stone lo calificó como un álbum «mucho más respetable que cualquiera de los incómodos fracasos de los años sin maquillaje» y señaló que «aquí el encanto puro de Kiss se encuentra embotellado en himnos como “I Pledge Allegiance to the State of Rock & Roll”, con letras hechas para resonar en las paredes de los estadios como “Psycho Circus”». Ali alegó además que «casi se puede sentir el llameante aliento de Gene Simmons». Matt Diehl de Entertainment Weekly consideró que «suena como si se hubiera grabado dos décadas antes» y que «este nuevo trabajo demuestra que en el circo de los dinosaurios del hard rock, Kiss son Barnum & Bailey». Matthew Wilkening de Ultimate Classic Rock comentó que «a pesar del aparentemente caótico y desarticulado proceso en el cual lo grabaron, Psycho Circus se mantiene bastante bien, ofreciendo una buena reiteración de los distintos estilos que la banda ha conquistado con éxito en los últimos años». Wilkening añadió además que «[Paul] Stanley ofrece además un himno entusiasta exageradamente titulado “I Pledge Allegiance to the State of Rock & Roll” y revisita lo mejor de la etapa sin maquillaje del grupo con “Dreamin'”».
Por otra parte, Stephen Thomas Erlewine de Allmusic escribió que Psycho Circus parece más «una advertencia de su inminente gira que un álbum en pleno derecho» y que los integrantes de Kiss «son lo suficientemente astutos para desprender unos pocos himnos para complacer a sus aficionados (“I Pledge Allegiance to the State of Rock & Roll” y “You Wanted the Best”)». Chuck Klosterman de Grantland lo calificó como «el peor disco hecho por la banda» y recalcó que «“Into the Void” es la canción más sólida del álbum y también es terrible». Paul Elliott de Classic Rock destacó que «tenía buenos temas: “Into the Void”, “We are One”», pero que la mayor parte del disco «sonaba hueco y artificial. Para los Kiss originales esto fue una despedida desdichada».
En la edición de 1999 de los premios Grammy, el tema «Psycho Circus» logró una nominación en la categoría de mejor interpretación de hard rock y que sería la única del grupo para dicho galardón. Por su parte, Bruce Fairbairn fue nominado al premio Juno en la categoría de productor del año por su trabajo en «Within» y «I Finally Found My Way».

## Promoción
Después de que la banda decidiera el título del álbum, Simmons contactó con Todd McFarlane, editor de cómics y propietario de una empresa de figuras de acción, para publicar una serie de historietas llamada Kiss: Psycho Circus y una línea de muñecos. El bajista destacó la importancia de realizar los tebeos y las figuras antes del lanzamiento del álbum y del comienzo de la gira, ya que estaba coordinado para provocar un efecto dominó: «El álbum promocionará la gira, que promocionará los cómics, que promocionará los muñecos». Por su parte, Polygram publicó un VHS con el vídeo de «Psycho Circus» en tres dimensiones acompañado de unas gafas para su visualización, además este lanzamiento recibió una certificación de disco de platino de la RIAA. Antes de comenzar la gira, el conjunto hizo apariciones en la serie televisiva Millennium en la que tocaron la canción y los cuatro músicos interpretaron pequeños papeles y en el programa Mad TV, en el cual la banda se enfrenta a una versión ficticia de Michael Jackson, interpretada por Phil LaMarr. En el 2000, salió a la venta el videojuego Kiss: Psycho Circus: The Nightmare Child, basado en los cómics, aunque con la diferencia de no estar protagonizado por los miembros del grupo como superhéroes, sino por cuatro personajes que deben destruir a «The Nightmare Child».

## Gira

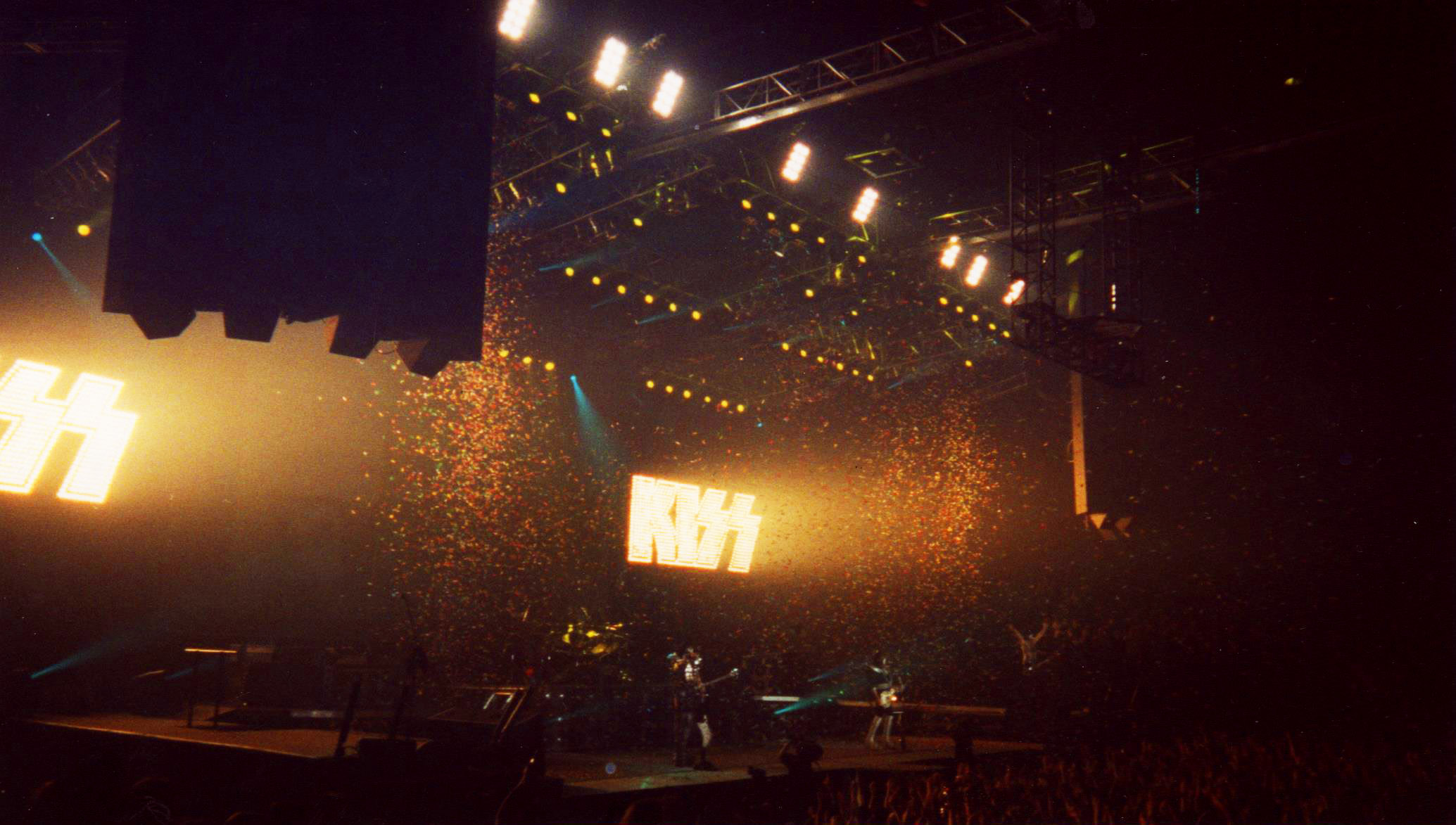
Kiss durante un concierto en Bruselas en 1999.

La gira promocional del álbum comenzó el 31 de octubre de 1998 en Los Ángeles y terminó el 3 de enero del 2000 en Alaska, después de más de sesenta conciertos. Su asistencia, especialmente en Norteamérica, fue notablemente inferior a la de la gira de reunión, con un descenso de un 21 %, aunque las buenas cifras en Europa, Centroamérica y Sudamérica elevaron la media de asistentes por concierto hasta 12 800. Los espectáculos incluyeron nuevas características, como la utilización de efectos tridimensionales, algo novedoso hasta entonces, uso de máquinas de humo para tapar el elevador de la batería de Peter Criss y dar la sensación de esta volaba y réplicas de los trajes empleados durante la época de Destroyer y Rock and Roll Over (1976-77).
Durante la gira, concretamente el 31 de enero de 1999, Kiss interpretó «Rock and Roll All Nite» en playback en el estadio Pro Player de Miami ante más de 74 000 espectadores con motivo de la ceremonia previa a la Super Bowl XXXIII. Por su parte, el concierto de Vancouver el 31 de diciembre fue el primero en el que Frehley y Criss interpretaron canciones de la etapa sin maquillaje, además sería grabado y publicado en el álbum en directo Alive! The Millennium Concert (2006).
De acuerdo con Stanley: «Mientras la gira avanzaba, estaba claro para Doc [McGhee, mánager del grupo], Gene y yo no podíamos continuar. Ace quería trabajar en un disco en solitario. Peter tenía a [su mujer] Gigi interfiriendo y susurrándole cosas al oído. La única manera de continuar la gira era hablar sobre terminar. Musicalmente estábamos retrocediendo. A veces Ace tocaba temas en el tono equivocado sin darse cuenta». Por su contra, Criss declaró que los conciertos «habían sido un desastre y una pérdida de dinero», y que antes de una actuación Stanley le dijo que «las cosas no están yendo bien con la gira. Pero tenemos una idea. Vamos a hacer una gira de despedida, una vez más para que todos puedan vernos».
Tras terminar la gira, Kiss realizó el Farewell Tour, que mejoró las cifras de su antecesora y que sería la última vez que la formación original tocara junta. Criss abandonó la agrupación antes de comenzar el tramo japonés debido a la finalización de su contrato y le reemplazaría Eric Singer, quien utilizaría igualmente el maquillaje de The Catman. Tras su conclusión, y a pesar de que había sido anunciada como una gira de despedida, el grupo continuó su carrera sin Frehley, que también lo abandonó y sería reemplazado por Tommy Thayer, quien por su parte utilizaría el maquillaje del Spaceman.

## Lista de canciones
| N.º | Título                                            | Escritor(es)                 | Voz principal                          | Duración |  |
| 1.  | «Psycho Circus»                                   | Paul Stanley, Curtis Cuomo   | Stanley                                | 5:30     |  |
| 2.  | «Within»                                          | Gene Simmons                 | Simmons                                | 5:10     |  |
| 3.  | «I Pledge Allegiance to the State of Rock & Roll» | Stanley, Cuomo, Holly Knight | Stanley                                | 3:32     |  |
| 4.  | «Into the Void»                                   | Ace Frehley, Karl Cochran    | Frehley                                | 4:22     |  |
| 5.  | «We Are One»                                      | Simmons                      | Simmons                                | 4:41     |  |
| 6.  | «You Wanted the Best»                             | Simmons                      | Simmons, Stanley, Peter Criss, Frehley | 4:15     |  |
| 7.  | «Raise Your Glasses»                              | Stanley, Knight              | Stanley                                | 4:14     |  |
| 8.  | «I Finally Found My Way»                          | Stanley, Bob Ezrin           | Criss                                  | 3:40     |  |
| 9.  | «Dreamin'»                                        | Stanley, Bruce Kulick        | Stanley                                | 4:12     |  |
| 10. | «Journey of 1,000 Years»                          | Simmons                      | Simmons                                | 4:47     |  |

| Pista adicional de la edición japonesa |                |              |               |          |  |
| N.º                                    | Título         | Escritor(es) | Voz principal | Duración |  |
| 1.                                     | «In Your Face» | Simmons      | Frehley       | 3:40     |  |

Fuente: Allmusic.

## Créditos
Kiss
- Paul Stanley - guitarra rítmica, voz
- Gene Simmons - bajo, voz
- Ace Frehley - guitarra solista en «Into the Void», «You Wanted the Best», «In Your Face», voz[21]
- Peter Criss - batería en «Into the Void», voz en «I Finally Found My Way» e «You Wanted the Best» [18]

| Músicos de sesión - Tommy Thayer - guitarra solista - Bruce Kulick - guitarra rítmica en «Dreamin'», bajo - Kevin Valentine - batería - Bob Ezrin - piano eléctrico en «I Finally Found My Way» - Shelly Berg - piano, orquestaciones y dirección en «I Finally Found My Way» y «Journey of 1,000 Years» | Producción - Bruce Fairbairn - producción - Mick Guzauski - mezcla - Jason Mauva y Mike Plotnikoff - ingeniería - Glen LaFerman - fotografía - Louis Marino - dirección artística - Peter Scanlan - portada |

Fuente: Allmusic.

## Posición en las listas
| País           | Lista                   | Mejor posición | Ref.   |
| -------------- | ----------------------- | -------------- | ------ |
| Alemania       | German Albums Chart     | 5              | [ 37 ] |
| Australia      | Top 40 Albums           | 1              | [ 36 ] |
| Austria        | Alben Top 75            | 25             | [ 37 ] |
| Canadá         | Canadian Albums Chart   | 2              | [ 32 ] |
| Estados Unidos | Billboard 200           | 3              | [ 32 ] |
| Finlandia      | Suomen virallinen lista | 5              | [ 39 ] |
| Francia        | Top 200 Albums          | 71             | [ 69 ] |
| Noruega        | Topp 40 Album           | 4              | [ 38 ] |
| Países Bajos   | Album Top 100           | 51             | [ 3 ]  |
| Reino Unido    | UK Albums Chart         | 47             | [ 40 ] |
| Suecia         | Sverigetopplistan       | 1              | [ 35 ] |
| Suiza          | Schweizer Hitparade     | 30             | [ 70 ] |

| País            | Lista             | Mejor posición  | Ref.            |                 |                 |                 |                 |                 |                 |                 |                 |                 |                 |
| «Psycho Circus» | «Psycho Circus»   | «Psycho Circus» | «Psycho Circus» | «Psycho Circus» | «Psycho Circus» | «Psycho Circus» | «Psycho Circus» | «Psycho Circus» | «Psycho Circus» | «Psycho Circus» | «Psycho Circus» | «Psycho Circus» | «Psycho Circus» |
| --------------- | ----------------- | --------------- | --------------- | --------------- | --------------- | --------------- | --------------- | --------------- | --------------- | --------------- | --------------- | --------------- | --------------- |
| Australia       | Top 40 Singles    | 22              | [ 71 ]          |                 |                 |                 |                 |                 |                 |                 |                 |                 |                 |
| Noruega         | Topp 20 Låt       | 8               | [ 43 ]          |                 |                 |                 |                 |                 |                 |                 |                 |                 |                 |
| Países Bajos    | Single Top 100    | 98              | [ 5 ]           |                 |                 |                 |                 |                 |                 |                 |                 |                 |                 |
| Suecia          | Sverigetopplistan | 4               | [ 42 ]          |                 |                 |                 |                 |                 |                 |                 |                 |                 |                 |
| «We Are One»    |                   |                 |                 |                 |                 |                 |                 |                 |                 |                 |                 |                 |                 |
| Australia       | Top 40 Singles    | 40              | [ 72 ]          |                 |                 |                 |                 |                 |                 |                 |                 |                 |                 |
| Noruega         | Topp 20 Låt       | 18              | [ 6 ]           |                 |                 |                 |                 |                 |                 |                 |                 |                 |                 |
| Suecia          | Sverigetopplistan | 31              | [ 73 ]          |                 |                 |                 |                 |                 |                 |                 |                 |                 |                 |

## Certificaciones
| País           | Certificación | Ventas  | Ref.   |
| -------------- | ------------- | ------- | ------ |
| Canadá         | Oro           | 50 000  | [ 74 ] |
| Estados Unidos | Oro           | 500 000 | [ 34 ] |
| Suecia         | Oro           | 40 000  | [ 75 ] |

## Videojuegos
- Kiss: Psycho Circus: The Nightmare Child